# Los Angeles Open 1975
Il Los Angeles Open 1975 è stato un torneo di tennis giocato sul cemento indoor a Los Angeles negli Stati Uniti. È stata la 49ª edizione del torneo, che fa parte del Commercial Union Assurance Grand Prix 1975. Si è giocato dal 15 al 21 settembre 1975.

## Partecipanti

### Teste di serie
| Nazionalità   | Giocatore        | Ranking | Testa di serie |
| ------------- | ---------------- | ------- | -------------- |
| Stati Uniti   | Arthur Ashe      | 7       | 1              |
| Stati Uniti   | Roscoe Tanner    | 11      | 2              |
| Messico       | Raúl Ramírez     | 14      | 3              |
| Stati Uniti   | Harold Solomon   | 15      | 4              |
| Stati Uniti   | Marty Riessen    | 18      | 5              |
| Nuova Zelanda | Onny Parun       | 21      | 6              |
| Stati Uniti   | Cliff Richey     | 22      | 7              |
| Stati Uniti   | Dick Stockton    | 16      | 8              |
|               | Assente          |         | 9              |
| Stati Uniti   | Brian Gottfried  | 25      | 10             |
| Stati Uniti   | Robert Lutz      | 29      | 11             |
| India         | Vijay Amritraj   | 32      | 12             |
| Australia     | Ross Case        | 31      | 13             |
| Australia     | Phil Dent        | 30      | 14             |
| Australia     | Kim Warwick      | 39      | 15             |
| Stati Uniti   | Charlie Pasarell | 40      | 16             |

## Campioni

### Singolare
Arthur Ashe ha battuto in finale  Roscoe Tanner con il punteggio di 3–6, 7–5, 6–3

### Doppio
Anand Amritraj /  Vijay Amritraj hanno battuto in finale  Cliff Drysdale /  Marty Riessen con il punteggio di 7–6, 4–6, 6–4